# Remo nos Jogos Paralímpicos de Verão de 2020
As competições de remo nos Jogos Paralímpicos de Verão de 2020 foram disputadas entre 27 e 29 de agosto de 2021 no Sea Forest Waterway em Tóquio, Japão.

## Classificação
O remo paralímpico é disputado por atletas com diferentes tipos de deficiência física, desde a cegueira até amputações mais severas. Os remadores são divididos em três classes: 
- AS: (arms & shoulders) São atletas que podem usar apenas os braços e ombros para impulsionar o barco. Também participam atletas com paralisia cerebral, dificuldade locomotora ou algum prejuízo neurológico. Os atletas dessa categoria disputam as provas de skiff simples, em eventos separados por gênero;
- TA: (trunk & arms) São atletas que podem usar braços, ombros e o tronco para impulsionar o barco. Podem ter amputações nas pernas que impossibilitem a utilização do acento deslizante. Participam também atletas com paralisia cerebral, dificuldade locomotora ou algum prejuízo neurológico em menor grau. Os atletas dessa categoria competem no skiff duplo misto, com um homem e uma mulher compondo o mesmo barco;
- LTA: (legs, tunks & arms) São atletas que possuem o menor nível de deficiência. São elegíveis para essa categoria deficientes visuais, desde que usem vendas; atletas amputados ou que possuem algum tipo de paralisia cerebral ou outro prejuízo neurológico. Atletas dessa categoria competem no barco de 4 pessoas com timoneiro. Homens e mulheres compõem o mesmo barco e o timoneiro também deve ter alguma deficiência mínima.

## Eventos
- Skiff simples masculino
- Skiff simples feminino
- Skiff duplo misto
- Quatro com timoneiro misto

## Medalhistas
| Evento                           | Ouro                                                                                      | Prata                                                                                    | Bronze                                                                             |
| -------------------------------- | ----------------------------------------------------------------------------------------- | ---------------------------------------------------------------------------------------- | ---------------------------------------------------------------------------------- |
| Skiff simples masculino detalhes | Roman Polianskyi UKR Ucrânia                                                              | Erik Horrie AUS Austrália                                                                | Renê Campos Pereira BRA Brasil                                                     |
| Skiff simples feminino detalhes  | Birgit Skarstein NOR Noruega                                                              | Moran Samuel ISR Israel                                                                  | Nathalie Benoit FRA França                                                         |
| Skiff duplo misto detalhes       | GBR Grã-Bretanha Laurence Whiteley Lauren Rowles                                          | NED Países Baixos Annika van der Meer Corné de Koning                                    | CHN China Liu Shuang Jiang Jijian                                                  |
| Quatro com misto detalhes        | GBR Grã-Bretanha Ellen Buttrick Giedrė Rakauskaitė James Fox Oliver Stanhope Erin Kennedy | USA Estados Unidos Allie Reilly Danielle Hansen Charley Nordin John Tanguay Karen Petrik | FRA França Erika Sauzeau Antoine Jesel Rémy Taranto Margot Boulet Robin le Barreau |